# Poststraße 24 (Düsseldorf)

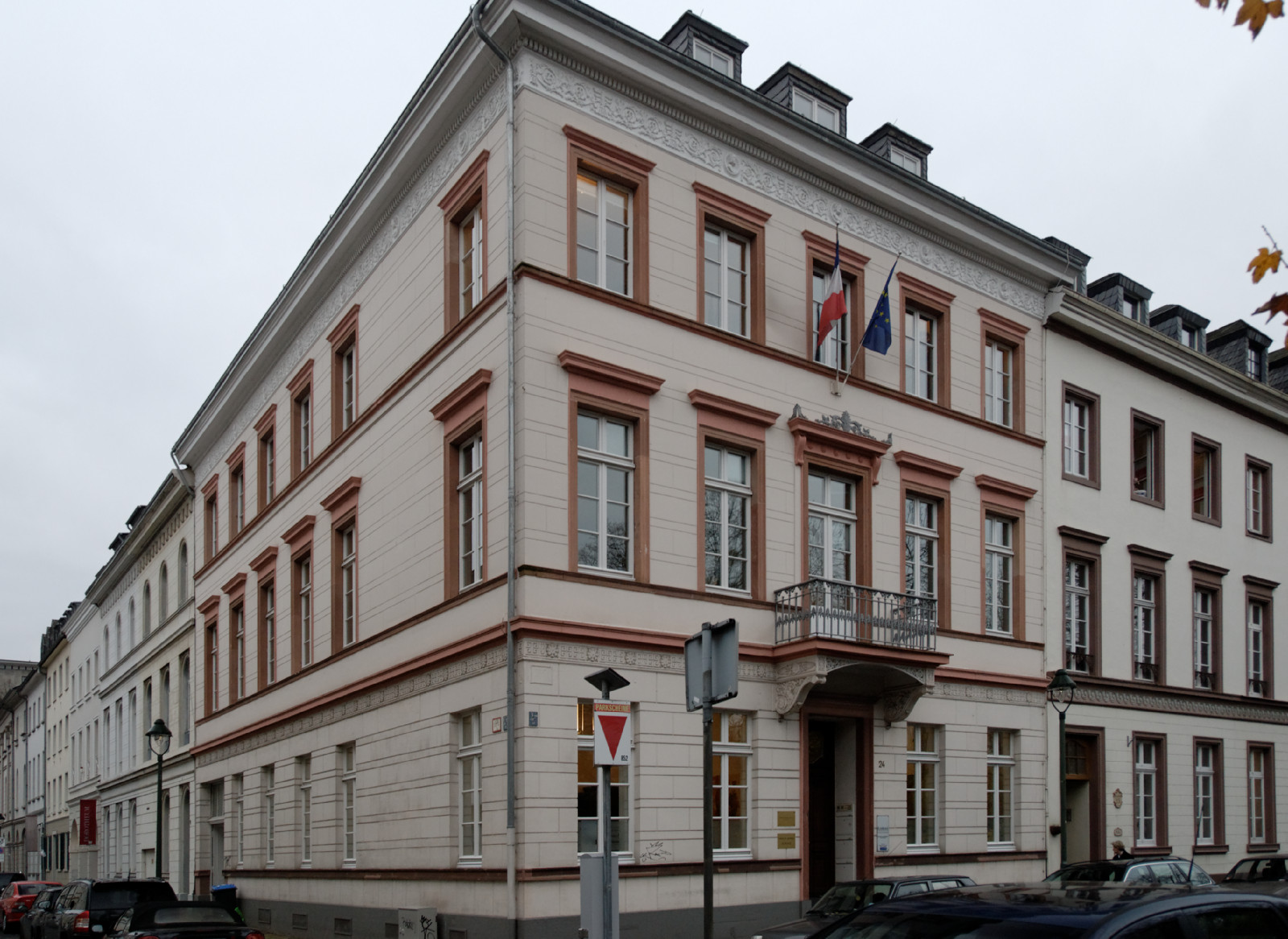
Haus Poststraße 24

Das Eckhaus Poststraße 24 / Südstraße in der Düsseldorfer Carlstadt wurde 1843 von Anton Schnitzler erbaut.
Es ist ein klassizistisches, dreigeschossiges Gebäude, das eine fünfachsige Fassade zur Poststraße zeigt. Die Fassade zur Südstraße ist in sieben Achsen unterteilt. Die helle Putzfassade ist linear und flächig mit Quadern gegliedert. Vorbild sind die Rustika der italienischen Renaissance-Paläste. Die Fenstergesimse, das Portal und die Fenster der Obergeschosse sind aus rotem Sandstein. Unterhalb des Traufgesims befindet sich ein Rankenfries, der Büsten zeigt, die in Medaillons eingefasst sind. Das Haus gilt als eines der besterhaltenen spätklassizistischen Bürgerhäuser der Stadt. Der Bau steht unter Denkmalschutz.